# 350
| Calendário gregoriano                                                        | 350 CCCL                        |
| Ab urbe condita                                                              | 1103                            |
| Calendário arménio                                                           | -202 – -201                     |
| Calendário bahá'í                                                            | -1494 – -1493                   |
| Calendário budista                                                           | 894                             |
| Calendário chinês                                                            | 3046 – 3047                     |
| Calendário copta                                                             | 66 – 67                         |
| Calendário etíope                                                            | 342 – 343                       |
| Calendários hindus - Vikram Samvat - Calendário nacional indiano - Cáli Iuga | 405 – 406 271 – 272 3450 – 3451 |
| Calendário Holoceno                                                          | 10350                           |
| Calendário islâmico                                                          | 281 BH – 279 BH                 |
| Calendário judaico                                                           | 4110 – 4111                     |
| Calendário persa                                                             | 272 BP – 271 BP                 |
| Calendário rúnico                                                            | 600                             |
| Calendário solar tailandês                                                   | 893                             |

350 (CCCL na numeração romana) foi um ano comum do século IV do Calendário Juliano, da Era de Cristo, a sua letra dominical foi G (52 semanas), teve início e fim numa segunda-feira.
| Ano completo                         |
| ------------------------------------ |
| Ano comum com início à segunda-feira |

## Eventos
- Os Persas capturam a Arménia romana.
- Dissolução do Reino de Cuxe.
- 25 de dezembro — Vetrânio encontra-se com Constâncio II em Niš na (Sérvia) e é forçado a abdicar seu título de César. Constâncio o permite viver como um cidadão com uma pensão do estado.

## Nascimentos
- Pelágio da Bretanha - Monge bretão, criador do pelagianismo, considerado herege pela igreja.

## Mortes
- Constante I, imperador romano.